# Popeye (película)
Popeye es una película estadounidense dirigida por Robert Altman en 1980, con guion de Jules Feiffer, basada en el famoso personaje de cómics, tiras cómicas y cortometrajes de dibujos animados creado por Elzie Crisler Segar en 1929. El pueblo construido como escenario para la filmación, localizado en Malta y llamado popularmente Popeye's village o  Pueblo de Popeye, se conserva y recibe la visita de turistas.

## Sinopsis
Popeye es un marinero que llega a la pequeña ciudad costera de Sweethaven mientras busca a su padre perdido hace tiempo. Alquila una habitación en la pensión de la familia Oyl, donde la hija de los Oyls, Olivia, se está preparando para su fiesta de compromiso con el capitán Bluto, un poderoso matón que dirige la ciudad en nombre del misterioso Comodoro. Cuando Olivia conoce a Popeye comienza una divertida historia de amor entre ambos unida a la llegada del simpático Cocoliso y una gran enemistad con Bluto. Esto desencadenará en una aventura por rescatar al papá de Popeye y salvar a la angustiada Olivia de las garras del temido capitán Bluto.

## Reparto
- Robin Williams, como Popeye.
  - Jack Mercer, como la voz de Popeye en la animación del título.
- Shelley Duvall, como Rosario Oyl.
- Paul L. Smith, como Brutus.
- Ray Walston, como Comodoro Poopdeck Papy, el padre de Popeye.
- Paul Dooley, como Roque Pilón.
- Richard Libertini, como Señor Barbaespina.
- Donald Moffat, como el recaudador.
- MacIntyre Dixon, como Totó Oyl.
- Roberta Maxwell, como Mamá Oyl.
- Donovan Scott, como Topete Oyl.
- Wesley Ivan Hurt como Cocoliso.
- Linda Hunt, como la madre de Oxblood Oxheart.